# Polska Grupa Robocza ds. Problemów Etycznych Końca Życia
Polska Grupa Robocza ds. Problemów Etycznych Końca Życia – stały zespół specjalistów z zakresu etyki, medycyny i prawa, który zawiązał się w dniu 22 października 2008 roku w Warszawie podczas konferencji naukowej pt. Granice terapii medycznych, w ramach współpracy pomiędzy Centrum Ekologii Człowieka i Bioetyki Uniwersytetu Kardynała Stefana Wyszyńskiego w Warszawie oraz Katedrą i Zakładem Opieki Paliatywnej Collegium Medicum im. Ludwika Rydygiera w Bydgoszczy Uniwersytetu Mikołaja Kopernika w Toruniu, do których dołączył Wydział Lekarski Collegium Medicum Uniwersytetu Jagiellońskiego w Krakowie. Grupie przewodniczą Wojciech Bołoz, Małgorzata Krajnik i Tomasz Grodzicki.
Grupa działa nieprzerwanie w zmieniającym się składzie od 2008 roku i podejmuje inicjatywy zmierzające do wprowadzenia przepisów prawa oraz standardów postępowania w zakresie opieki nad osobami u kresu życia. Jej członkami są doświadczeni etycy, filozofowie, lekarze, prawnicy i teolodzy, zarówno praktycy, jak i pracownicy naukowo-dydaktyczni wyższych uczelni, którzy obradują podczas odbywających się cyklicznie seminariów.

## Projekty realizowane przez Grupę
1. Uporczywa terapia – wypracowanie definicji w 2008 roku[4].
2. Pełnomocnik medyczny – wypracowanie w latach 2013–2016 propozycji wprowadzenia nowej instytucji w przepisach prawa[9].

## Członkowie Grupy
- W 2008 roku (uczestnicy projektu dotyczącego uporczywej terapii):

Przewodniczący: Wojciech Bołoz, Małgorzata Krajnik
Członkowie: Anna Adamczyk, Piotr Aszyk, Agnieszka Barczak-Oplustil, Leszek Bosek, Zbigniew Gaciong, Tomasz Grodzicki, Beata Jagielska, Ewa Jassem, Romuald Krajewski, Michał Królikowski, Krzysztof Kusza, Anna Latawiec, Monika Lichodziejewska-Niemierko, Marian Szczepan Machinek, Michał Myśliwiec, Grzegorz Opolski, Maria Rogiewicz, Piotr Sobański, Jerzy Wordliczek, Włodzimierz Wróbel, Zbigniew Żylicz.
- W 2016 roku (uczestnicy projektu dot. pełnomocnika medycznego):

Przewodniczący: Wojciech Bołoz, Małgorzata Krajnik, Tomasz Grodzicki
Członkowie: Anna Adamczyk, Piotr Aszyk, Agnieszka Barczak-Oplustil, Iwona Filipczak-Bryniarska, Marek Czarkowski, Zbigniew Gaciong, Piotr Janowiak, Ewa Jassem, Romuald Krajewski, Andrzej Kobyliński, Dariusz Kuć, Monika Lichodziejewska-Niemierko, Anna Orońska, Leszek Pawłowski, Tomasz Pasierski, Karolina Smoderek, Piotr Sobański, Małgorzata Szeroczyńska, Jerzy Wordliczek.